# Aleksandr Maslennikow
Aleksandr Aleksandrowicz Maslennikow (Iosif Francewicz Raugełło) (ros. Александр Александрович Масленников (Иосиф Францевич Раугелло), ur. 1890 w Petersburgu, zm. 18 kwietnia 1919 w Omsku) – rosyjski rewolucjonista, uczestnik wojny domowej w Rosji.

## Życiorys
Od 1908 studiował na Wydziale Fizyczno-Matematycznym Uniwersytetu Petersburskiego, 1909 wstąpił do SDPRR, 1910 aresztowany i skazany na 3 lata zesłania do guberni wołogodzkiej, skąd zbiegł, jednak ponownie został aresztowany. W 1912 skazany na zesłanie do Kraju Turuchańskiego w guberni jenisejskiej, 19 marca 1917 amnestionowany po rewolucji lutowej, od 1917 członek Komitetu Miejskiego SDPRR(b) w Samarze, do maja 1918 sekretarz Najwyższej Rady Gospodarki Narodowej RFSRR. Od 21 do 25 maja 1918 przewodniczący samarskiego gubernialnego komitetu rewolucyjnego, w maju-czerwcu 1918 przewodniczący Komitetu Wykonawczego Rady Miejskiej Samary, 8 czerwca 1918 aresztowany przez działaczy antybolszewickich, zbiegł. Był przewodniczącym podziemnego miejskiego komitetu RKP(b) w Omsku, następnie do kwietnia 1919 przewodniczącym Syberyjskiego Podziemnego Obwodowego Komitetu RKP(b). 2 kwietnia 1919 aresztowany, następnie rozstrzelany przez białych.